# Baek Mu-san
Baek Mu-san es un poeta de Corea del Sur.

## Biografía
Baek Mu-san nació en Yeongcheon, un pequeño pueblo de la provincia de Gyeongsang del Norte, en 1955. Se graduó en la escuela politécnica y durante esa época leyó obras maestras de la literatura universal, como Hesse y Pushkin. Vive actualmente en Ulsan, una ciudad industrial al sureste de Corea.

## Obra
Baek Mu-san comenzó su actividad literaria con la publicación en 1984 de un poema titulado "La línea del infierno" en la revista Poesía popular. Sus primeros libros de poemas, Proletarios de todos los países (1988) y Dejando atrás el amanecer de la bahía de Mipo (1990), están enteramente dedicados al proletariado y los desposeídos, que es precisamente lo que significa su seudónimo literario Musan (literalmente “el que nada tiene”).
En sus poemas encontramos una conciencia clara de las contradicciones de clase que se originaron durante la rápida industrialización de las años 70 y 80, la indignación contra las represiones violentas y la explotación de los obreros, y un apasionado anhelo de emancipación del trabajo esclavizado por el capital.
Su primera época fue realista por la expresión a viva voz y por basarse en su experiencia de la situación de los trabajadores. La poesía de su segunda época es revolucionaria en un sentido más profundo, porque profundiza en la doble tarea de buscar el renacimiento del ser humano a través del vaciamiento de los deseos y la configuración de un nuevo orden vital. Sus poemarios más recientes superan el realismo y muestran nuevos horizontes poéticos, potenciando la tensión y la reverberación poética.
El sueño de lograr la liberación del ser humano a través de la liberación del trabajo que se manifiesta en sus primeros poemas revela tácitamente una orientación socialista. Esto se corresponde con la orientación socialista que se manifestó en la lucha contra la dictadura y en pos de la democracia que tuvo lugar en la sociedad coreana de los años 80. Sin embargo, al producirse el derrumbe del socialismo europeo y soviético, esta orientación ideológica perdió su base real. Del mismo modo, la poesía de Baek Mu-san también experimentó grandes cambios a partir de El tiempo humano. El punto de partida de las nuevas búsquedas que plasma en los poemarios Los caminos de la llanura, La primera intención, El camino fuera del camino y La gran rutina es, en palabras del mismo autor, "la reflexión esencial acerca de la existencia". La evolución de este pensamiento se puede ver en la reflexión sobre el camino que aparece como motivo constante en su poesía.

## Premios[2]
- Premio de Literatura Yisan (1989)
- Premio de Literatura Manhae (1997)
- Premio Hermoso Escritor (2007)
- Premio de Literatura Oh Jang-hwan (2009)

## Obras traducidas al español
El tiempo humano (Bajo La Luna, 2011)

## Obras en coreano
- Todos los bordes (Changbi Publishers, 2012)
- La noche llega sin ti (Zmanz, 2008)
- La gran rutina (Changbi Publishers, 2008)
- Caminos fuera del camino (Galmuri, 2004)
- Primera intención (Silcheon Munhak, 2003)
- Los caminos son de la llanura (Changbi Publishers, 1999)
- El tiempo humano (Changbi Publishers, 1996)
- Proletarios de todos los países (Cheongsa, 1988)